# Banco Nacional (Colombia)
El Banco Nacional de los Estados Unidos de Colombia fue el banco central creado durante el primer gobierno de Rafael Núñez para atender las operaciones de crédito y emisión de papel moneda del Estado. Funcionó entre 1881 y 1896. El Banco Nacional fue la institución monetaria creada en el marco del proyecto de La Regeneración siendo el primer Banco creado en Colombia para la emisión oficial de billetes, a pesar de esto no se le puede considerar un banco central  

## Creación
El Banco fue creado mediante la Ley 39 del 16 de julio de 1880, entrando en funcionamiento el 1 de enero del año siguiente. Bajo los parámetros actuales, no se le definiría como un banco central, ya que no tenía las dos funciones principales que caracterizan un banco de esa índole: ser prestamista de última instancia y ejercer control sobre la oferta monetaria.

## Operaciones
La identidad primaria del billete del Banco Nacional quedó definida en la Ley 39 de 1880 (julio 16) según la cual el Banco tenía la facultad exclusiva de emitir billetes pagaderos al portador en moneda corriente –moneda de plata de 0.835-. De acuerdo con esta definición original de la ley, el billete del Banco Nacional se constituía en un auténtico billete de banco, convertible a su presentación por moneda metálica. Con posterioridad a la definición legal del papel moneda cómo “unidad monetaria y moneda de cuenta de Colombia” (decreto 104 de 1886) varios desarrollos legislativos consolidaron la función monetaria de billetes del Banco Nacional. Así, en el mismo año 86, la ley 87 (diciembre 20), indicó el carácter de “moneda legal de la República” del billete del Banco Nacional, prescribiendo que su recibo será forzoso “en el pago de todas las rentas y contribuciones públicas, así como en las transacciones particulares” y señalando imperativamente la prohibición de “estipular cualquiera otra especie de moneda en los contratos al contado o a plazo”.
Entre 1881 y 1884 las emisiones realizadas por el Banco fueron moderadas, pero a partir de 1885 se comienza a faltar al "dogma de los 12 millones", lo que crea incertidumbre, inestabilidad y un sentimiento de desconfianza generalizada en la institución bancaria. 

## Liquidación
En 1894, como consecuencia del conocimiento público de las emisiones clandestinas, el curso forzoso pareció llegar a su fin y la Ley 70 ordenó la liquidación del Banco Nacional, destinando una serie de recursos para la amortización del papel moneda. Sin embargo, el Decreto 42 de 1895 prolongó la existencia del Banco Nacional, el cual, por fin desapareció a partir del primero de enero de 1896; durante ese año, el Banco emitió $5.000.000 adicionales con el fin de cubrir los gastos de la guerra civil de 1895.